# Kjell Lagerroos
Kjell Mikael Lagerroos, född 29 september 1962 i Kimito, är en finländsk filmfotograf.
Han har vunnit två Jussistatyetter för Bästa foto: 1999 för Eldslukaren och 2000 för Vägen till Rukajärvi. Han har även vunnit priset Golden Frog 2001 för Drakarna över Helsingfors och nominerades 1997 till en Guldbagge i kategorin Bästa foto för Jägarna.